# Sandra Paruszewski
Sandra Paruszewski (3 de noviembre de 1993) es una deportista alemana que compite en lucha libre. Ganó dos medallas de bronce en el Campeonato Europeo de Lucha, en los años 2022 y 2023, en la categoría de 57 kg.

## Palmarés internacional
| Campeonato Europeo | Campeonato Europeo | Campeonato Europeo | Campeonato Europeo |
| Año                | Lugar              | Medalla            | Categoría          |
| ------------------ | ------------------ | ------------------ | ------------------ |
| 2022               | Budapest (Hungría) | Medalla de bronce  | 57 kg              |
| 2023               | Zagreb (Croacia)   | Medalla de bronce  | 59 kg              |